# Веттерих, Кристоф
Кристоф Веттерих (нем. Christof Wetterich; род. 1952) — немецкий физик-теоретик.
С 2006 года является членом Гейдельбергской академии наук.
Родился в 1952 году во Фрайбурге, изучал физику в Париже, Кёльне и Фрайбурге, где получил докторскую степень в 1979 году. Работал в ЦЕРНе в Женеве и в DESY в Гамбурге. С 1992 года Веттерих является профессором института теоретической физики в Гейдельбергском университете имени Рупрехта и Карла. Его основные научные интересы лежат в области космологии и физики элементарных частиц.
Развитые Веттерихом теоретические методы функциональной перенормировки нашли применение во многих областях физики, например, они обеспечивают надлежащую основу для изучения квантовой гравитации, моделей Янга-Миллса, а также полезны при исследовании нерелятивистских квантовых систем в рамках объединения теории БКШ и процессов, связанных с бозе-эйнштейновской конденсацией, позволяя описать обе эти модели на едином математическом языке.
Веттерих, прежде всего, известен предложенной им в 1987 году концепцией динамической тёмной энергии или квинтэссенции. С введением такого объекта может быть объяснено наблюдаемое ускоренное расширение Вселенной. Веттериху также принадлежит фундаментальная работа по теоретическому обоснованию крошечной массы нейтрино. Современная форма метода функциональной перенормировки, связывающего непрерывным преобразованием макрообъекты и микроскопические физические законы, основана на точном уравнении Веттериха.

## Награды и премии
В 2005 году получил премию Макса Планка.